# Southern Highlands (Tanzanie)
Pour les articles homonymes, voir Hautes Terres du sud et Hautes-Terres méridionales.
Les Southern Highlands sont un ensemble de montagnes et de plateaux du Sud-Ouest de la Tanzanie.
Ils sont situés dans le Sud de la vallée du Grand Rift, à proximité du lac Malawi, dans les régions de Ruvuma, d'Iringa et de Mbeya.
Ils sont composés :
- du plateau de Kitulo ;
- du plateau d'Ufipa ;
- du mont Rungwe ;
- du mont Mbisi ;
- du mont Mtorwi ;
- du mont Uporoto ;
- du mont Ngosi ;
- du mont Ukinga ;
- des monts Umalila ;
- des monts Mbeya ;
- des monts Livingstone ;
- des monts Kipengere.